# Dekanat Bolesławiec
.
Dekanat Bolesławiec – jeden z 33 dekanatów w rzymskokatolickiej diecezji kaliskiej

## Parafie
W skład dekanatu wchodzi 8 parafii:
- parafia Świętej Trójcy – Bolesławiec
- parafia św. Mikołaja – Chróścin (Bolesławiec)
- parafia Najświętszego Serca Pana Jezusa – Dzietrzkowice
- parafia NMP Wniebowziętej – Łubnice
- parafia św. Marii Magdaleny – Mieleszyn
- parafia św. Rocha – Radostów Drugi (Radostów)
- parafia św. Katarzyny i św. Walentego – Wójcin
- parafia św. Bartłomieja Apostoła – Żdżary[2]

## Sąsiednie dekanaty
Kępno, Mokrsko (archidiec. częstochowska), Trzcinica, Wieruszów, Wołczyn